# Justa und Rufina

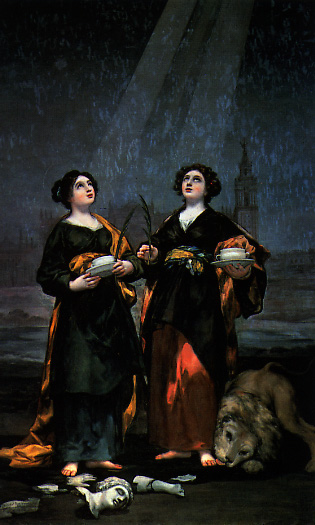
Die hll. Justa und Rufina – Gemälde von Francisco de Goya (1817), Kathedrale von Sevilla

Die beiden Märtyrinnen Justa und Rufina waren Schwestern und wurden der Überlieferung zufolge in der Umgebung von Sevilla  in den Jahren 268 und 270 geboren; ihren Märtyrertod erlitten sie ebendort unter dem römischen Präfekten Diogenianus im Jahr 287. Nur die hl. Justa findet Erwähnung im Martyrologium Hieronymianum.

## Überlieferung
Justa (‚die Gerechte‘) und Rufina (‚die Rothaarige‘) wurden in eine arme christliche Familie hineingeboren; schon im Kindesalter halfen sie ihren Eltern bei der Herstellung feiner Töpferwaren, die sie auch auf Märkten verkauften. Als eines Tages ein heidnisches Fest zu Ehren der Göttin Salambo stattfand, weigerten sie sich, ihre Waren dort anzubieten. Daraufhin zerschlug der Mob all ihre Waren; im Gegenzug zerstörten die beiden Schwestern eine Figur der Göttin. Diogenianus befahl ihre Festnahme und – da sie nicht vom christlichen Glauben ablassen wollten – ihre Folterung; schließlich wurden sie hungrig und ohne Nahrung in den Kerker geworfen.
Das Martyrologium berichtet weiter, dass sie sich im Gefolge von Diogenianus barfuß in Richtung der Sierra Morena aufmachen mussten; unterwegs wurden sie erneut verhaftet und ins Gefängnis verbracht, wo Justa als erste der beiden verstarb. Ihr Leichnam wurde in einen Brunnen geworfen, aus dem später der Bischof Sabinus ihre Gebeine bergen ließ. Diogenianus erhoffte sich nun ein Nachgeben von Rufina, doch als diese sich erneut weigerte, ließ er sie einem Löwen zum Fraß vorwerfen, der jedoch friedlich blieb. Daraufhin ließ Diogenianus Rufina erdrosseln oder enthaupten; ihr anschließend verbrannter Körper wurde ebenfalls von Bischof Sabinus geborgen.

## Verehrung
Mehrere Kirchen in Spanien (Madrid, Maluenda, Orihuela, Toledo), aber auch die Pfarrkirche des seit dem Pyrenäenfrieden (1659) französischen Ortes Prats-de-Mollo tragen das Patrozinium der Heiligen; ihr Festtag ist der 19. Juli. Die als Schutzpatroninnen von Sevilla, aber auch in anderen Teilen der Iberischen Halbinsel verehrten Heiligen werden in der Ikonographie meist gemeinsam dargestellt. 
Die frühesten (erhaltenen) Darstellungen der beiden Heiligen stammen aus dem 15. Jahrhundert. Später wurden sie regelmäßig mit der Giralda dargestellt, deren Einsturz sie bei den Erdbeben von 1508 und 1755 verhinderten. Attribute sind auch Töpferwaren oder zerstörte antike Bildnisse.

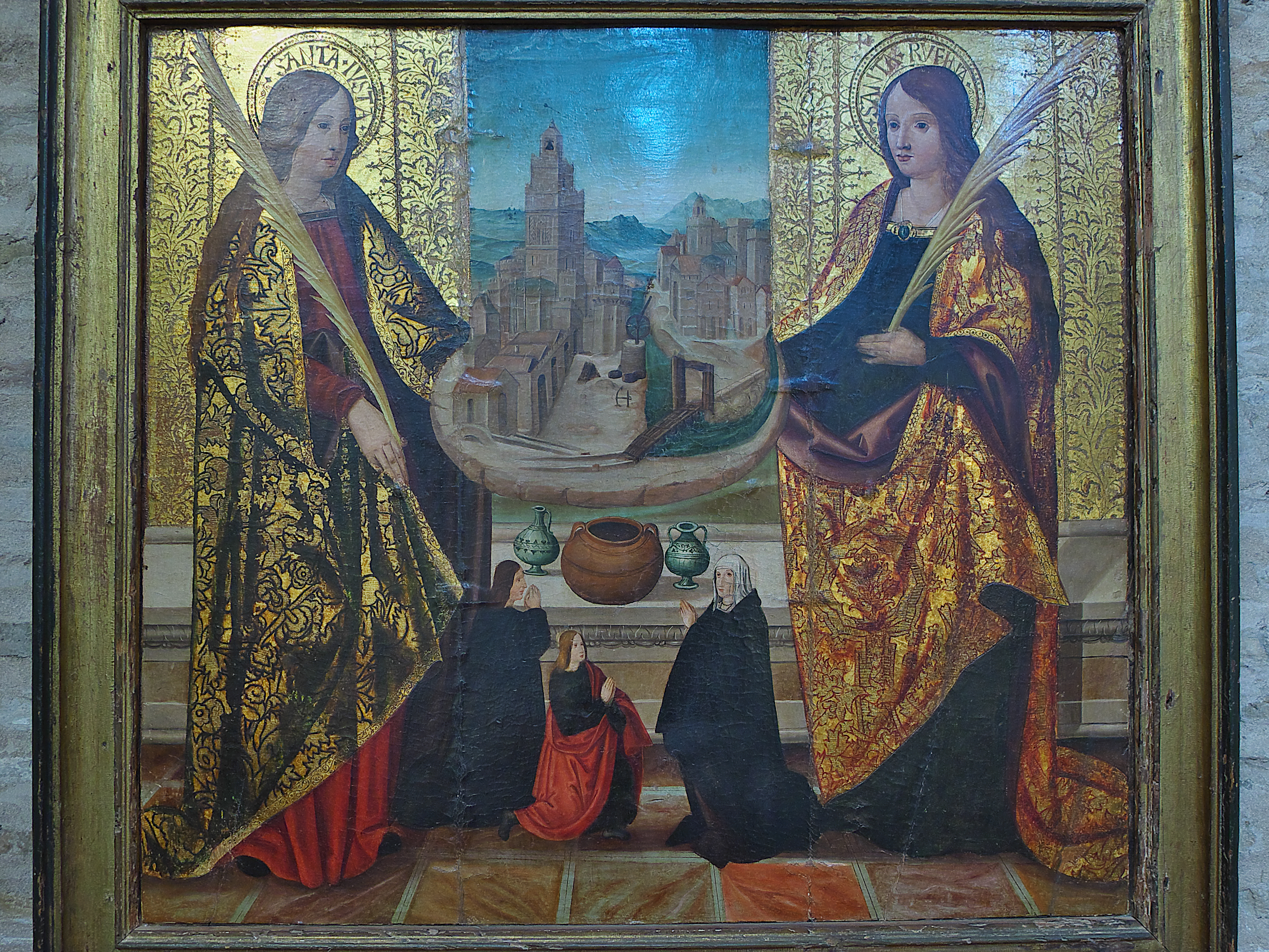
Hl. Justa und Rufina (um 1515)
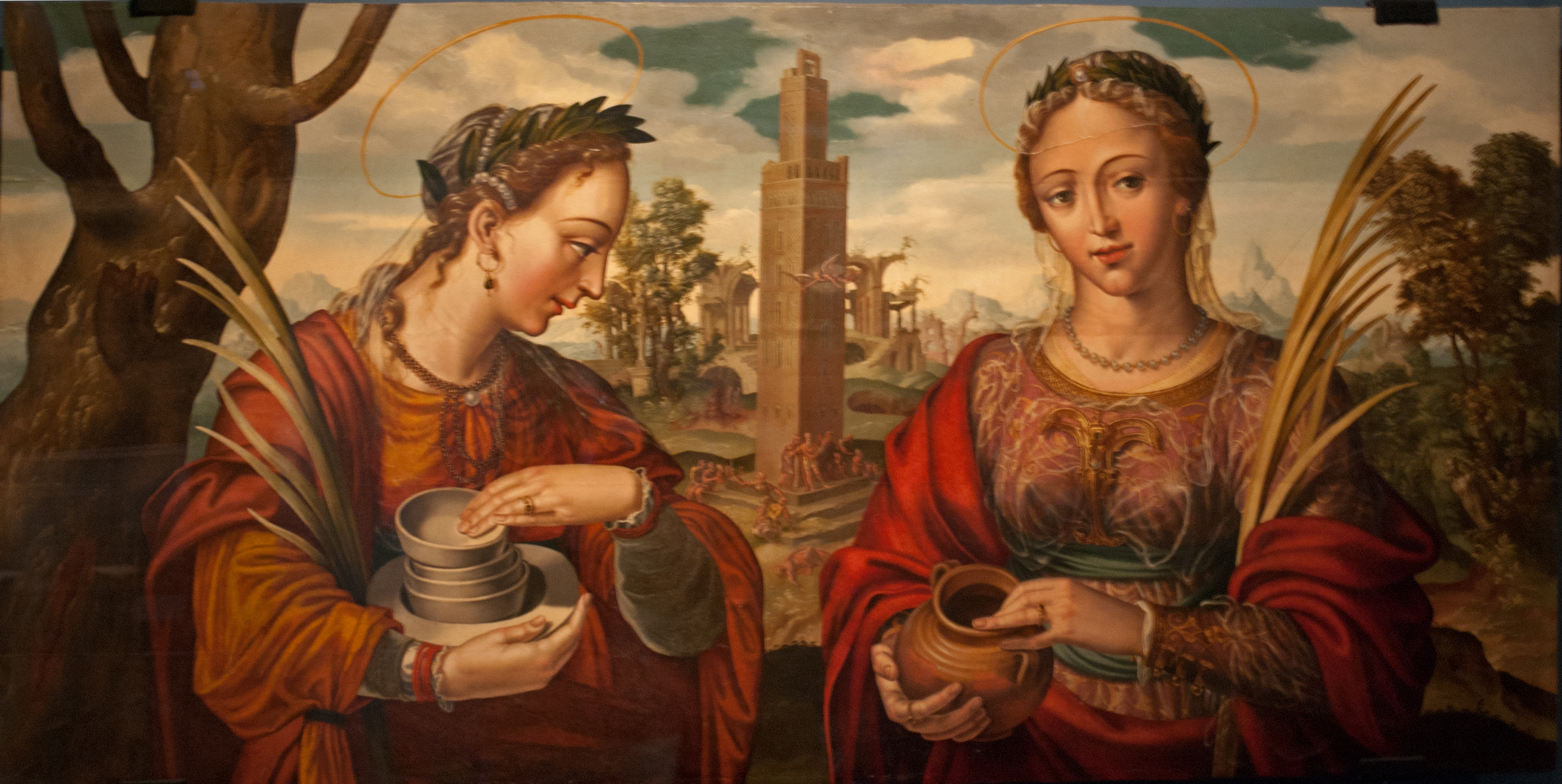
Hll. Justa und Rufina von Fernando Sturm (um 1555)
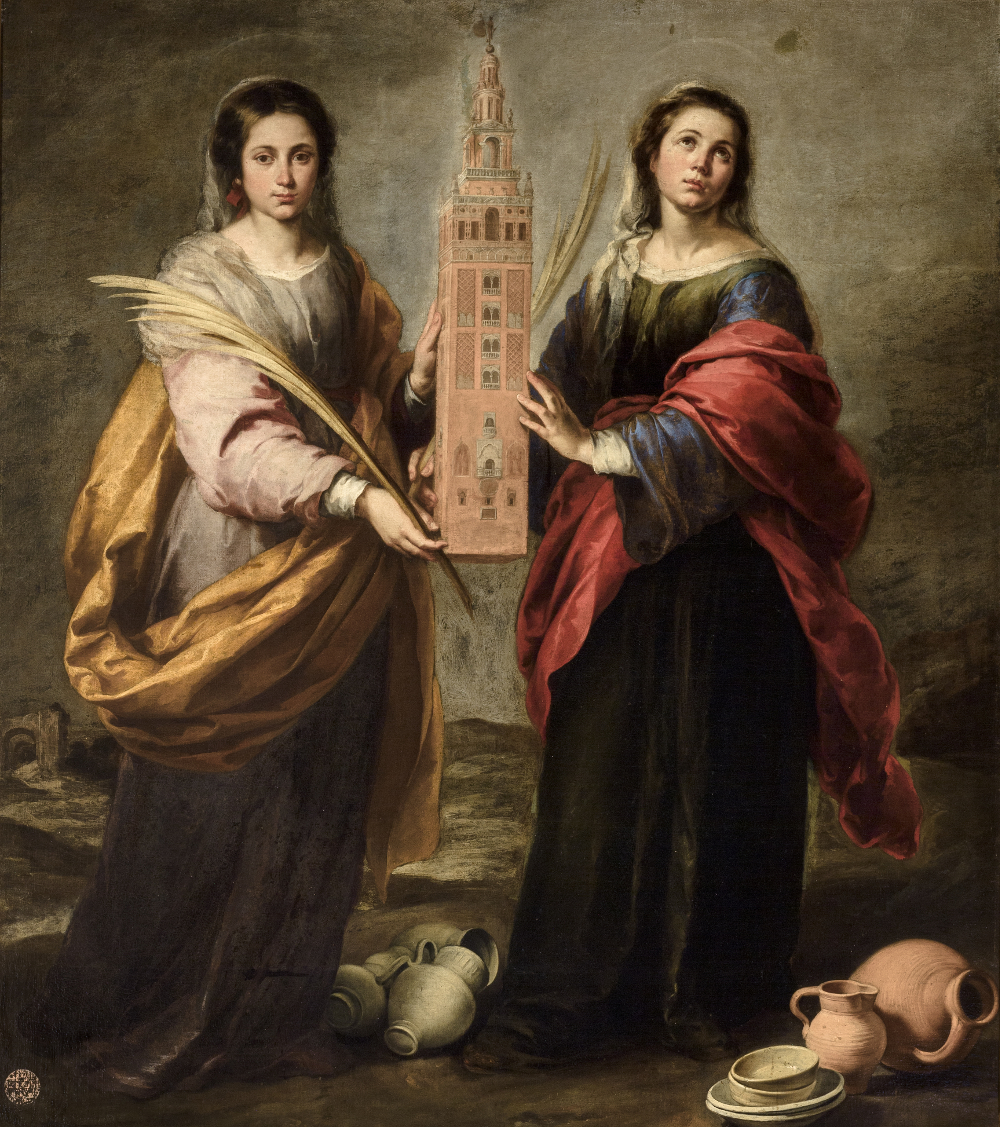
Hll. Justa und Rufina von Bartolomé Esteban Murillo (um 1665)